# Pematang Sapat
Pematang Sapat is een bestuurslaag in het regentschap Tebo van de provincie Jambi, Indonesië. Pematang Sapat telt 2253 inwoners (volkstelling 2010).